# 黄忠学
黄忠学（1911年—1992年），湖北天门人，中国人民解放军将领、中国人民解放军少将。
毕业于延安中央党校。1982年，接替方正平，担任东海舰队政治委员。1983年，由张文华接任。1955年，授中国人民解放军少将军衔。